# Thomas L. Reilly

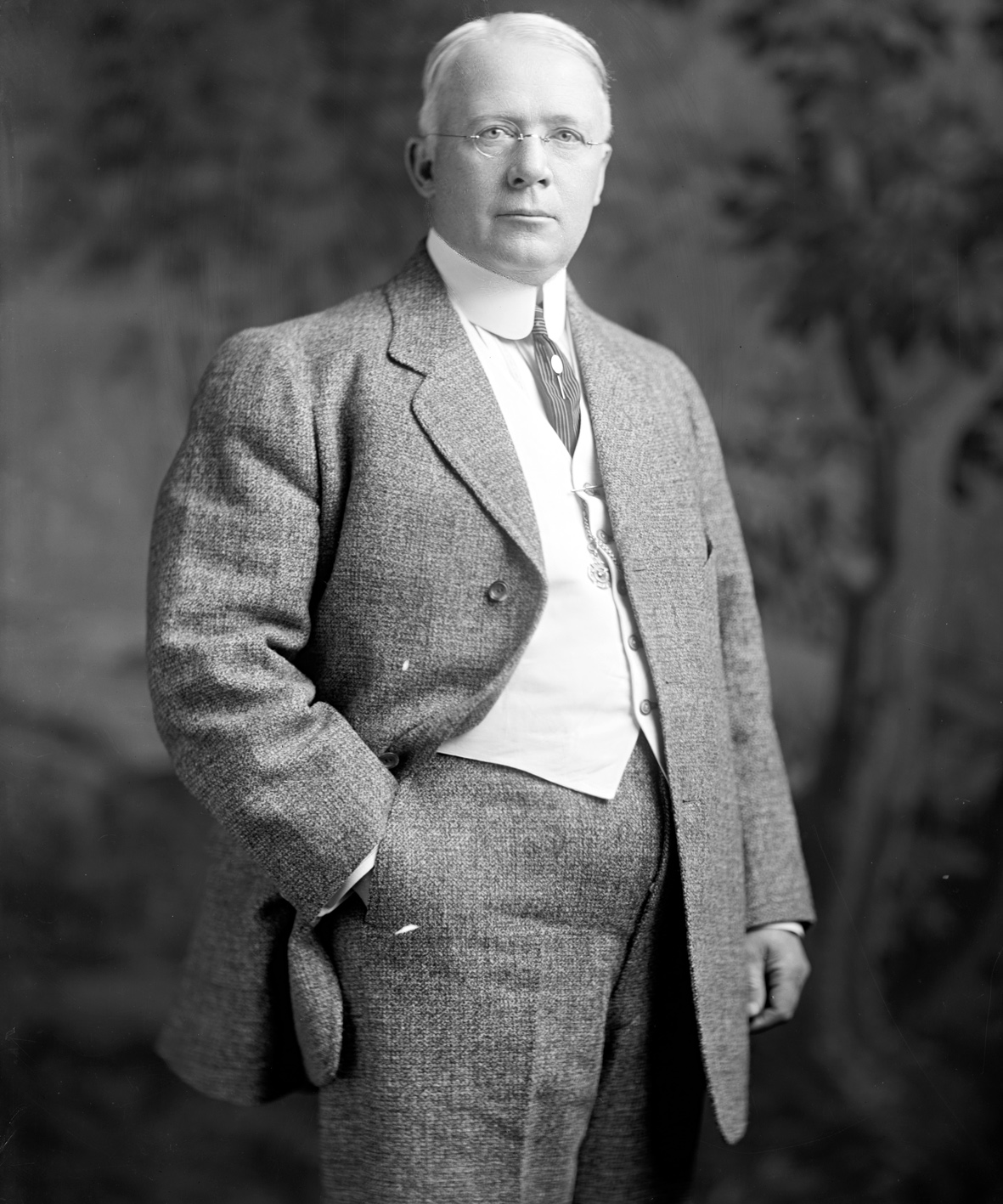
Thomas L. Reilly

Thomas Lawrence Reilly (* 20. September 1858 in New Britain, Connecticut; † 6. Juli 1924 in New Haven, Connecticut) war ein US-amerikanischer Politiker. Zwischen 1911 und 1913 vertrat er den zweiten sowie von 1913 bis 1915 den dritten Wahlbezirk des Bundesstaates Connecticut im US-Repräsentantenhaus.

## Werdegang
Thomas Reilly besuchte die öffentlichen Schulen seiner Heimat und anschließend bis 1876 die Connecticut State Normal School. Im Jahr 1876 war er bei der Verwaltung der Stadt New Britain angestellt. Im Jahr 1877 zog er mit seinen Eltern nach Meriden. Er studierte ein Jahr lang Jura, hat aber nicht als Jurist gearbeitet. Danach war er für einige Jahre als Buchhalter tätig. Bis 1886 arbeitete er auch als Zeitungskorrespondent. Im Jahr 1886 war er einer der Mitgründer der Zeitung „Meriden Journal“, deren Chefredakteur er dann wurde. Zwischen 1896 und 1903 war Reilly im Schulausschuss der Stadt Meriden. 1900 war er Vorsitzender des Stadtrats und von 1906 bis 1912 Bürgermeister.
Reilly war Mitglied der Demokratischen Partei. Bei den Kongresswahlen des Jahres 1910 wurde er im zweiten Distrikt von Connecticut in das US-Repräsentantenhaus in Washington, D.C. gewählt. Dort trat er am 4. März 1911 die Nachfolge des Republikaners Nehemiah D. Sperry an. Nach einer Wiederwahl im Jahr 1912 im dritten Wahlbezirk, wo er Edwin W. Higgins ablöste, konnte er bis zum 3. März 1915 zwei Legislaturperioden im Kongress absolvieren. In diese Zeit fiel die Verabschiedung des 16. und des 17. Verfassungszusatzes, die die Einkommenssteuergesetzgebung und die Direktwahl der US-Senatoren zum Inhalt hatten.
Da er bei den Wahlen des Jahres 1914 nicht bestätigt wurde, musste er im März 1915 aus dem Kongress ausscheiden. Zwischen 1916 und 1917 arbeitete Reilly für die Steuerbehörde. Ab 1918 war er als Sheriff Polizeichef im New Haven County. Dieses Amt bekleidete er bis zu seinem Tod im Jahr 1924.